# Bissières
Bissières is een plaats en voormalige gemeente in het Franse departement Calvados in de regio Normandië en telt 142 inwoners (2005). De plaats maakt deel uit van het arrondissement Lisieux.

## Geschiedenis
Op 1 januari 2017 fuseerde de gemeente met Méry-Corbon tot de commune nouvelle Méry-Bissières-en-Auge.

## Geografie
De oppervlakte van Bissières bedraagt 1,6 km², de bevolkingsdichtheid is 88,7 inwoners per km².
De onderstaande kaart toont de ligging van Bissières met de belangrijkste infrastructuur en aangrenzende gemeenten.

## Demografie
Onderstaande figuur toont het verloop van het inwonertal (bron: INSEE-tellingen).

Vanwege een beveiligingsprobleem met de MediaWiki Graph-software is het momenteel niet mogelijk deze grafiek weer te geven. Zodra de software is bijgewerkt zal de grafiek vanzelf weer zichtbaar worden.